# Rap Devil
"Rap Devil" (estilizado em maiúsculas) é uma Diss lançada pelo rapper americano Machine Gun Kelly. A música é destinada ao rapper americano Eminem. A música foi produzida por Ronny J e Nils. Foi lançada em 3 de setembro de 2018, pela Bad Boy Records e Interscope Records, como um single do segundo EP de sua carreira Binge. O título da canção é uma paródia com a canção "Rap God" de Eminem, e é a resposta de Baker à canção "Not Alike" de Eminem. A canção alcançou a 13ª posição na parada de singles  Billboard Hot 100 nos Estados Unidos.

## Antecedentes e lançamento
Em 2012, Machine Gun Kelly tweetou sobre a filha de Eminem, Hailie Jade Scott Mathers: "Ok, acabei de ver uma foto da filha do Eminem ... e tenho que dizer, ela é gostosa pra caralho, da forma mais respeitosa possível porque o Em [Eminem] é rei". Na época, Hailie tinha 16 anos e MGK tinha 22. Em uma entrevista em 2015, MGK disse sobre o tweet: “Fotos de [Hailie] tinham saído na internet, e eu tenho tipo, o que, 20 anos, 21 na época? Eu disse 'Ela é linda, mas com todo respeito. Eminem é rei. O que há de errado nisso? Existe uma diferença de idade de 15 anos em que eu sou um canalha por isso? Eu tinha 21 anos, cara. Certas pessoas pegaram o tweet e fizeram um alarde." Em uma entrevista de 2018, Machine Gun Kelly disse que não sabia quantos anos Hailie tinha e reagiu depois de ver uma manchete dizendo que ela estava crescida. Machine Gun Kelly afirma que anos atrás, embora não tenha falado diretamente com Eminem, ele falou com o empresário de Eminem e concordou em deletar o tweet.
Eminem então proibiu MGK de ir na Shade 45, uma estação de rádio de propriedade de Eminem. MGK também colaborou em uma música com Tech N9ne e supostamente enviou insultos subliminares a Eminem. Em 31 de agosto de 2018, Eminem lançou um álbum surpresa, Kamikaze, no qual ele insultou vários artistas em várias faixas de diss, incluindo a canção "Not Alike" , onde ele insultou MGK especificamente.

## Resposta
Eminem lançou uma resposta em forma de diss também, "Killshot", que foi lançada em 14 de setembro de 2018. Seu áudio oficial no YouTube tem 343.370.191 visualizações (até 11 de agosto de 2020). Em "Killshot", Eminem se refere a Machine Gun Kelly como um "mumble rapper".

## Videoclipe
Um videoclipe da música foi lançado no canal e no site da WorldStarHipHop no YouTube em 3 de setembro de 2018. Em abril de 2020, o vídeo atingiu 280 milhões de visualizações, acumulando 2,5 milhões de curtidas e 1,3 milhões de dislikes no YouTube.

## Créditos
Créditos adaptados do Tidal.
- Machine Gun Kelly – composição, vocais, gravação, engenharia
- Ronny J – composição, produção
- Nils – composição, produção
- Steve "Rock Star" Dickey – mixagem
- Tony Dawsey – masterização

## Paradas musicais
| Parada (2018)                                | Posição máxima |
| -------------------------------------------- | -------------- |
| Austrália (ARIA)                             | 45             |
| Canadá (Canadian Hot 100)                    | 9              |
| Ireland (IRMA)                               | 11             |
| New Zealand (Recorded Music NZ)              | 24             |
| Escócia (Scottish Singles Chart)             | 21             |
| Suécia (Sverigetopplistan)                   | 82             |
| Reino Unido (UK Singles Chart)               | 15             |
| Reino Unido (OCC UK R&B)                     | 9              |
| Estados Unidos (Billboard Hot 100)           | 13             |
| Estados Unidos (Billboard R&B/Hip-Hop Songs) | 10             |
| Estados Unidos (Billboard Hot Rap Songs)     | 9              |

## Certificações
| Região                                                                                             | Certificação | Vendas  |
| -------------------------------------------------------------------------------------------------- | ------------ | ------- |
| Reino Unido (BPI)                                                                                  | Prata        | 200,000 |
| *números de vendas baseados somente na certificação ^distribuições baseadas apenas na certificação |              |         |

## Histórico de lançamento
| País   | Data                  | Formato             | Gravadora          | Ref.   |
| ------ | --------------------- | ------------------- | ------------------ | ------ |
| Vários | 3 de Setembro de 2018 | Streaming (YouTube) | Bad Boy Interscope | [ 20 ] |
| Vários | 8 de Setembro de 2018 | Download digital    | Bad Boy Interscope | [ 21 ] |